# Bích họa

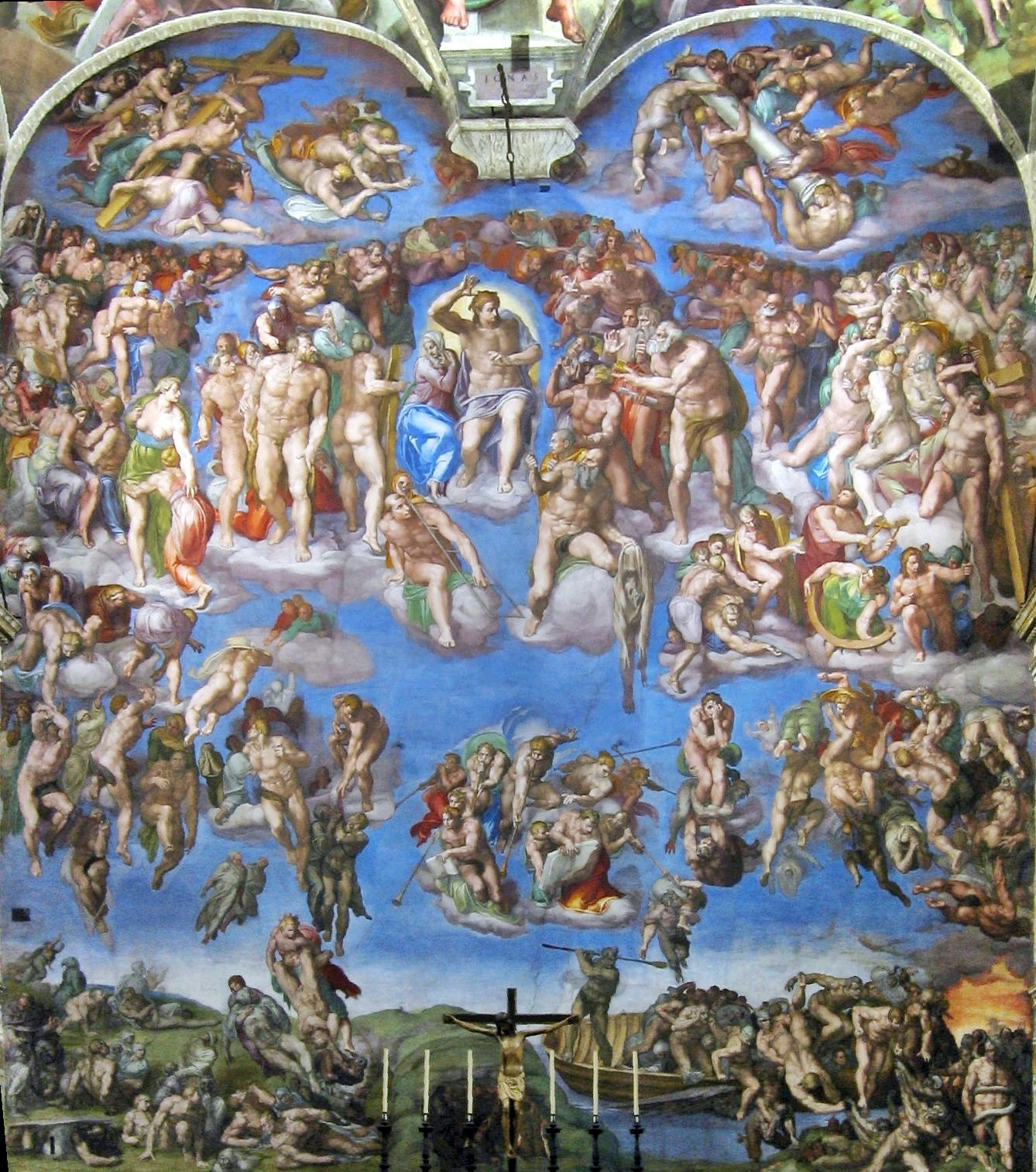
Bích họa của Michelangelo Buonarroti trong nhà nguyện Sistina, Roma

Bích họa tức fresco là tranh vẽ thực hiện trên một diện tích lớn, thường là tường vách hoặc trần nhà dùng kỹ thuật vẽ trên vữa vôi. Nước pha phẩm màu được dùng tô lên mặt vữa khi vữa còn ướt.

## Từ nguyên
Danh từ fresco từ tiếng Ý (affresco) có nghĩa là "tươi/sống" hàm ý vữa ướt. Đối nghĩa là secco tức kỹ thuật vẽ trên vách trát vữa đã khô.
Đối với tiếng Việt, bích họa theo từ nguyên gốc Hán-Việt (壁畫) có nghĩa đơn giản là "tranh tường" trong khi tiếng Hán hiện đại gọi là thấp bích họa, nghĩa là "tranh tường ướt".

## Kỹ thuật

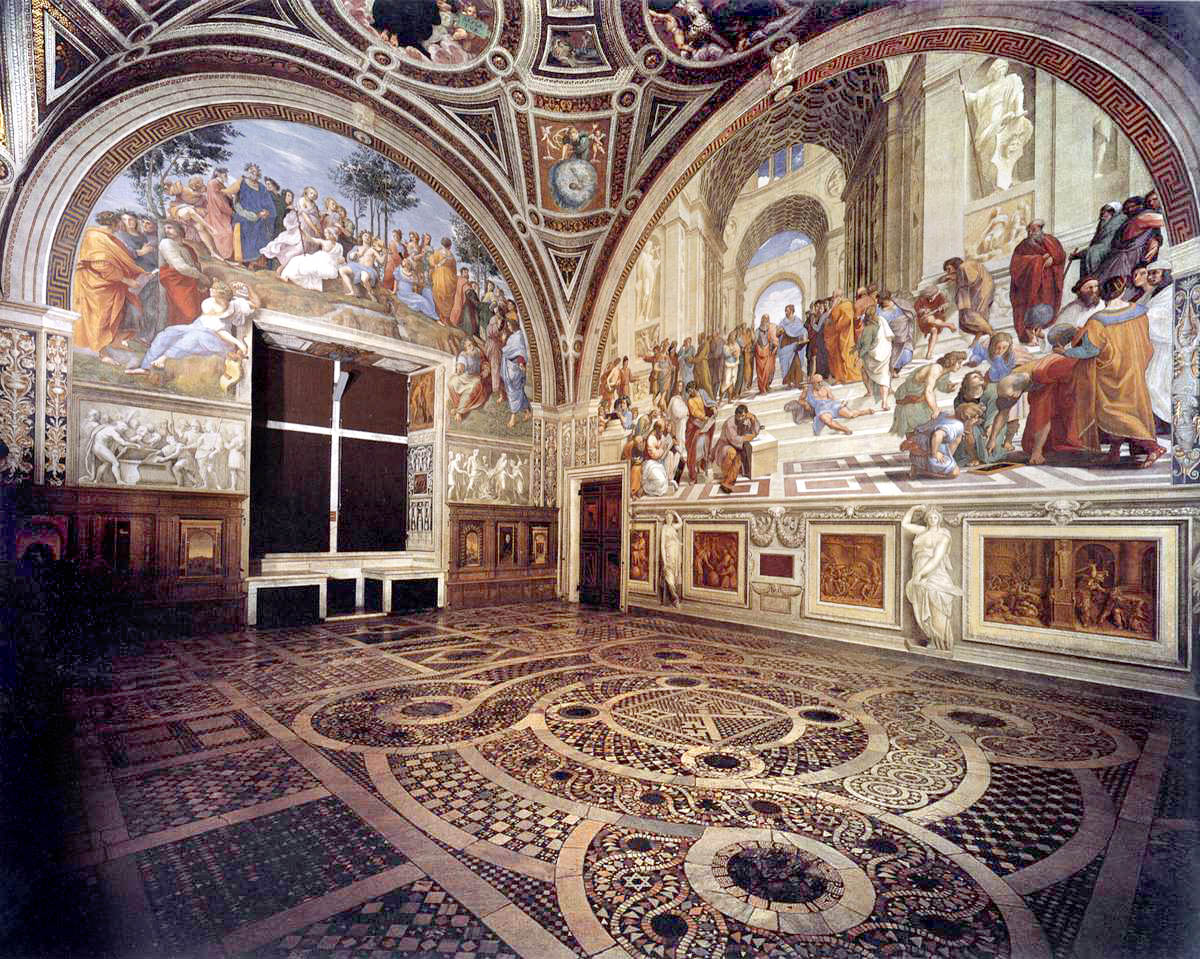
Bích họa trong Dãy phòng Raffaello

Trong tám giờ đồng hồ đầu tiên khi vữa còn ướt, người họa sĩ phải vẽ thật nhanh. Vào thời điểm 24 giờ thì mặt vữa bắt đầu khô, không ăn màu nữa.
Kỹ thuật bích họa đã có từ thời cổ đại Hy-La nhưng chỉ được tận dụng vào thời Phục Hưng ở Âu châu.
Những bức bích họa tiêu biểu nổi tiếng phải kể các trang trí của Michelangelo Buonarroti trong Nhà nguyện Sistina.